# LAST MAY JAGUAR
LAST MAY JAGUAR（ラスト・メイ・ジャガー）は、日本の4人組ロックバンド。2014年結成。
所属事務所はRABBIT G MANAGEMENT。
所属レーベルはビクターエンタテインメント。
略称は「LMJ」。
マスコットキャラクターは「にゃがー」。

## 概要
2014年5月30日、東京・渋谷で結成。ボーカルのyuricaが様々なミュージシャンとセッションライブ行う中、ドラムSugutyが加入したことにより本格始動。同年12月に1stフルアルバム「Ready for ...」でメジャー・デビュー。デビュー以降、全国のサーキットフェス出演や、東京を拠点にライブ活動を行う。2017年2月Gt,Kensuke脱退、同年5月Ba,KENTA 脱退。同夏、Gt,Yukihisa、Gt&Mani,BAN加入、第二期LAST MAY JAGUARが始動。2021年4月、活動休止。

## メンバー
- yurica（ユリカ）：ボーカル、作詞、作曲

神奈川県出身、愛称は「ユリーカ」。
- BAN（バン）：ギター、マニピュレーター

東京都出身、愛称は「バンちゃん」。
- Suguty（スグティー）：ドラムス

長野県出身、愛称は「スグティー」。

### 旧メンバー
- Kensuke（ケンスケ）：ギター。初期メンバー、2017年2月脱退。

秋山健介、実兄は俳優の秋山真太郎。
現在は作曲家としてヤング ブラック・ジャックの劇伴を担当するなどして活動中。
- KENTA（ケンタ）：ベース。初期メンバー、2017年5月脱退。

小松崎健太、ジャニーズ事務所のバックバンドを務めていた。
- GENTA（ジェンタ）：ベース

2019年12月加入、2020年9月脱退。
- Yukihisa Otome（ユキヒサ オトメ）：ギター

2017年8月加入、2021年4月脱退。

## 来歴

### 2014年5月30日 - 2017年5月：結成 - 第一期LAST MAY JAGUAR
- 2014年
  - 5月30日、旧友であったyuricaとKENTAがセッションライブを行う中、Kensukeに出会い、Sugutyが加入したことにより始動。
  - 10月18日・19日、LOUDPARKで無料音源を配布。
  - 12月10日、1stアルバム「Ready for ...」でメジャー・デビュー。スウェーデン出身の男女3人ボーカルのヘヴィメタル・バンド・アマランス（Amaranthe）の代表曲「Hunger」を、スクリーム・ボーカル、クリーン・ボーカルの3人分のパートをyuricaがひとりで歌うスタイルがレーベルの目に留まり、デビューが決定したと話している[1]。同曲は1stアルバム「 Ready for ...」4曲目に収録。

- 2015年
  - 1月22日、渋谷club asiaにてアルバムリリースイベントを開催。
  - 6月25日、自主企画イベント"MAD ROCK PARTY vol,1"を開催。
  - 9月12日、名古屋のElectricLadyLand & ell.FITSALL & ell.SIZEの三会場サーキットイベント"Electric Lady Loud2015"に出演
  - 10月12日、ライブショーケースフェスティバル"MINAMI WHEEL2015"に出演。

- 2016年
  - 3月23日、YouTube限定で「BRAVE OF BLAZE」を公開。
  - 5月8日、 名古屋のサーキットイベント"GOLD RUSH2016" に出演。
  - 12月8日、自主企画イベント"MAD ROCK PARTY vol,2"を開催、Kensukeが作曲家の道へ進むという理由で卒業を発表。

- 2017年
  - 2月4日、新宿ReNYのライブイベントに出演、Kensuke脱退。
  - 5月14日、CLUB CITTA'のライブイベントに出演、KENTA脱退。

### 2017年8月 - 現在：第二期LAST MAY JAGUAR
- 2017年
  - 8月1日、Yukihisa Otome、BANの加入が発表され、第二期LAST MAY JAGUARが始動。
  - 8月6日、Halestormの代表曲「Love Bites (So Do I)」をアレンジカヴァーをYouTubeに期間限定公開（1stミニ・アルバム「Reloaded」収録）。
  - 11月9日、新宿ReNYのライブイベントに出演。

- 2018年
  - 2月1日、自主企画イベント"MAD ROCK PARTY vol,3"を開催。
  - 4月11日、第二期初となるリリース作品「Dynamite words」を配信限定シングルとしてリリース。
  - 4月14日、初のワンマンライブ ～ LAST MAY JAGUAR 1st ONE MAN SHOW ～を渋谷GUILTYで開催。
  - 5月29日、自主企画イベント"MAD ROCK PARTY vol,4"を開催。
  - 6月13日、1stミニアルバム「Reloaded」を全国リリース[2]。ディスクユニオン週間チャート4位にランクイン[3]。
  - 7月20日、自主企画イベント"MAD ROCK PARTY vol,5"を開催。
  - 11月29日、自主企画イベント"MAD ROCK PARTY vol,6"を開催。

- 2019年
  - 3月1日、ロックイベント "ロックヒロインFESTIVAL"をexist†traceと共同開催していくことを発表[4]。
  - 3月20日、2ndシングル「PRAY」を配信リリース、続いて4月3日に完全生産数限定でCDをリリース。ディスクユニオン週間チャート4位、月間チャート9位にランクイン[5]。
  - ロックイベント "ロックヒロインFESTIVAL"を、6月21日vol,1、9月7日vol,2、12月21日vol,3と、渋谷clubasiaにて開催[6][7]。
  - 10月21日、自主企画イベント"MAD ROCK PARTY vol,7"を開催。
  - 12月10日、GENTAの加入が発表され、5人組バンドとなる。

- 2020年
  - 2月24日、自主企画イベント"MAD ROCK PARTY vol,8"を開催。
  - 8月9日、初のクラウドファンディングを123％で達成させる。
  - 8月10日、新型コロナウイルス感染拡大の影響を受け2ndワンマンライブが中止、オンラインスタジオライブを開催。
  - 9月21日、2ndワンマンライブの振り替え公演を、無観客オンラインライブにて開催。

- 2021年
  - 4月、コロナウイルス感染拡大の影響を受けて活動休止を発表。

## 作品

### アルバム
|     | 発売日          | タイトル      | 規格   | 規格品番                                        | 最高位 |
| --- | --------------- | ------------- | ------ | ----------------------------------------------- | ------ |
| 1st | 2014年 12月10日 | Ready for ... | 12cmCD | （初回生産限定盤）VIZL-744 （通常盤）VICL-64241 |        |

### ミニアルバム
|     | 発売日         | タイトル | 規格   | 規格品番  | 最高位 |
| --- | -------------- | -------- | ------ | --------- | ------ |
| 1st | 2018年 6月13日 | Reloaded | 12cmCD | RGML-0001 |        |

### 配信シングル
|     | 発売日         | タイトル       | 規格 | 規格品番  | 最高位 |
| --- | -------------- | -------------- | ---- | --------- | ------ |
| 1st | 2018年 4月11日 | Dynamite words | 配信 | RGR-0001  |        |
| 2nd | 2019年 3月20日 | PRAY           | 配信 | RGML-0002 |        |

### ミュージックビデオ
| 監督              | タイトル     |
| 須永秀明          | 「Priority」 |
| yahikoworks       | 「Reloaded」 |
| KazFilms (TranSe) | 「PRAY」     |